# Whittlesey (Wisconsin)
Whittlesey – jednostka osadnicza w Stanach Zjednoczonych, w stanie Wisconsin, w hrabstwie Taylor.